# Juan José Panizo
Juan José Panizo y Talamantes, (Lima, Perú, 24 de julio de 1804 - 24 de julio de 1865) fue un militar peruano, que participó en la Guerra de independencia del Perú y la guerra contra el Ejército Unido Restaurador que buscaba disolver la Confederación Perú-Boliviana. Fue Comandante de la Armada Nacional, Contralmirante héroe de la Marina del Perú  y Director de la Escuela Naval.

## Biografía

### Independencia e inicio de vida militar
Perteneció el Contralmirante Panizo a aquella legión de jóvenes limeños que entusiastas se enrolaron en defensa de la causa de la independencia nacional, a la edad de 17 años, en noviembre de 1821, recibía el título de Guardia Marina y se embarcaba en la Corbeta “Limeña”, uno de los primeros buques que formaron la Escuadra Peruana que organizó el ilustre prócer generalísimo José de San Martín.
En esta nave y en la Fragata “Presidente” hizo Panizo toda la campaña de la independencia asistiendo a diversos hechos de armas en los que se distinguió por su arrojo y bizarría.

### Guerra contra la Gran Colombia
A mediados de 1828, es esa aciaga época en que Bolívar declaró guerra al Perú en nombre de la Gran Colombia, se encontraba la corbeta “Libertad” cruzando en el golfo de Guayaquil, avanzada de nuestra flota que a la sazón se preparaba para aquella guerra, cuando fue atacada de improviso, frente a la punta de Malpelo, por dos naves colombianas perfectamente preparadas para realizar abordego sorpresivo y eficaz, pero nuestra corbeta, apercibida por tal contingencia, aceptó el combate y maniobró tan hábil y acertadamente que no solo logró evadir el abordaje sino que después de una hora de reñida pelea, perseguía ya en caza a la Capitana enemiga que se retiraba a toda vela sobre Guayaquil con más de 60 hombres fuera de combate y serias averías, a la par que su compañera, la Corbeta “Pichincha”, cortaba en su línea de comunicación, corría al sur e iba así a entregarse a nuestras autoridades en Paita.
En este hecho de armas, de tan honroso como proficuo resultado para las nuestras, el entonces Teniente 2.º. Panizo, comandante de la corbeta, sucedió en el mando de esta por haber caído herido su 1.º. Muy poco tiempo después de iniciado el combate.
Posteriormente, en esta misma campaña, el Teniente Panizo, al mando de una Cañonera, se distinguió por su serenidad y arrojo en el ataque que llevó a cabo la escuadra peruana contra las fortalezas de Guayaquil y naves colombianas que defendía ese puerto contribuyendo así eficazmente a la toma de unas y otras y el triunfo definitivo de nuestras armas en esa campaña.
A este periodo de agitación militar siguió otro de relativa tranquilidad durante el cual Panizo continuó prestando servicios importantes en nuestros buques y dando siempre marcadas pruebas de sus aptitudes y puntualidad, lo que le mereció avanzar grado a grado en su carrera hasta alcanzar en 1837 la clase de Capitán de Fragata.
A principios de 1838, se hallaba el Comandante Panizo en Islay y al mando de una división naval compuesta de una corbeta y un bergatín en circunstancias que llegaba a esas aguas una flota chilena formada de cinco naves que, portadoras del desahucio del tratado de Paucarpata, traían nuevamente la guerra al Perú y, por lo tanto, intenciones hostiles contra la División de Panizo.
Prevenido este, por el bergatín “Junín” que venía del Sur, de la proximidad inesperada de esas fuerzas, sale del puerto con sus naves tan pronto como avista a las enemigas y a pesar de la inferioridad de las suyas, inicia el ataque denodadamente contra la avanzada de aquellas y lo continúa contra su fuerte logrando con su arrojo y hábiles maniobras no solo proteger la retirada del Junín, de pobre andar, y permitirle así su arribo al Callao donde se dirigía, sino aún quedar dueño del campo y conservarse con sus buques en el mismo puerto de Islay que tenía encargo de custodiar y defender.
El simple relato de este hecho delinea claramente las aptitudes, el valor y la previsión de este distinguido Jefe y agrega nuevo elogio a los que de antemano habían formado ya su merecida reputación. A la llegada al Callao del “Junín” que notició de tan satisfactorio como importante resultado, el Gobierno confirió a Panizo la clase de Capitán de Navío el 10 de agosto de 1838.
Pasa el Capitán Panizo los años siguientes de su carrera desempeñando diversos puestos entre los que figuran el mando de la Escuadra y la Comandancia General del Departamento Marítimo del Callao, rodando siempre el prestigio y autoridad que había adquirido.
Pero sus méritos personales lo llamaban durante la paz a puesto de mayor importancia y, en junio de 1856, se le encomendaba la dirección del Colegio Naval Militar, la que desempeñó con notable acierto durante nueve años, dando a la Armada y al Ejército numeroso personal de oficiales debidamente preparados para el desempeño de estos servicios. De estas existen aún algunos que recuerdan a su digno Jefe con la veneración que supo inspirarles por el ejemplo de su porte y virtudes.

### Defensa de la Confederación Perú-Boliviana
Vuelven a ser necesarios los servicios del Capitán Panizo en la Escuadra y en abril de 1865 se le dio el mando de una División Naval compuestas de las Fragatas “Amazonas” y “Apurimac” y del Transporte “Chalaco”. Poco después, en mérito de su acertada actuación en las operaciones militares del sur, recibió el ascenso a Contralmirante y arboló su insignia en la primera de aquellas naves, en la cubierta de la cual fue alevosamente victimado el 24 de junio de ese mismo año, por soldados insurgentes en momentos de presentarse ante ellos intimidándoseles obediencia.